# Неделин, Владимир Михайлович
Владимир Михайлович Неделин (род.04 сентября 1959, Орёл, РСФСР, СССР) — российский живописец, график, историк искусства. Член Союза художников России, профессор Академии живописи, ваяния и зодчества Ильи Глазунова.

## Биография
Учился в Орловском художественном училище на театрально-декорационном отделении (1978–1984), которое закончил с отличием. В 1991—1997 годах учился в Российской Академии живописи, ваяния и зодчества на факультете архитектуры (1991–1997), обучение также закончил с отличием. Работал в Областном отделении Всероссийского общества охраны памятников (1984–1991). Старший преподаватель (1997—2003), доцент (2004—2010), профессор (с 2010 года) кафедры архитектуры Московской Российской Академии живописи, ваяния и зодчества. Старший научный сотрудник Центрального музея древнерусской культуры и искусства им. Андрея Рублёва (с 1997). Член ВТОО «Союз художников России» с 2005 года. В 2000-е годы преподавал в Орловском государственном техническом университете на кафедре архитектуры.

## Труды
Автор фундаментальных книг по истории Орловской области, среди которых:
- «Архитектурные древности Орловщины» — Орёл : Вешние воды, 1998 (книга первая, ISBN 5-87295-081-0); 2009 (книга вторая с приложением, ISBN 978-5-87295-207-7)
- «Opёл изначальный» — Орёл : Вешние воды, 2001 (ISBN 5-87295-114-0)
- «Древние города земли Орловской» — Орёл : Вешние воды, 2012 (ISBN 978-5-87295-280-0)

Оформитель книг орловских писателей: «Одежды в Орле», «Сабуровская крепость», «Царский венец» В. М. Катанова; «Аринкин хутор» И. А. Рыжова; «Монастырь» В. И. Амиргуловой и других изданий.
В соавторстве с И. А. Воротниковой написал серию книг «Кремли, крепости и укрепленные монастыри Русского государства XV-XVII веков», снабжённую обширным материалом о внешнем облике, военной истории и современном состоянии крепостей.
Автор более 100 научных статей, а также публикаций в журналах «История русской провинции», «Исторический журнал», «Московский журнал», многих орловских и центральных СМИ. Участник многих всероссийских и региональных художественных, исторических и персональных выставок.